# سباستيان سوسا
سباستيان سوسا (بالإسبانية: Sebastián Sosa Sánchez) هو لاعب كرة قدم أوروغواياني في مركز الهجوم، ولد في 13 مارس 1994 في ميلو، أوروغواي ‏ في الأوروغواي. شارك مع منتخب الأوروغواي تحت 20 سنة لكرة القدم. أما مع النوادي، فقد لعب مع سنترال إسبانيول ونادي إمبولي ونادي باليرمو ونادي سينيتسا ونادي فلازنيا شكودر ونادي لوغانو وناسيونال مونتيفيديو.

## وصلات خارجية
- سباستيان سوسا على موقع قاعدة بيانات كرة القدم.إي يو (الإنجليزية)
- سباستيان سوسا على موقع Soccerway.com (الإنجليزية)
- سباستيان سوسا على موقع عالم كرة القدم.نت (الإنجليزية)
- سباستيان سوسا على موقع AS.com (الإسبانية)